# Finney County
Finney County je okres ve státě Kansas v USA. K roku 2010 zde žilo 36 776 obyvatel. Správním městem okresu je Garden City. Celková rozloha okresu činí 3 374 km².